# Hói đầu

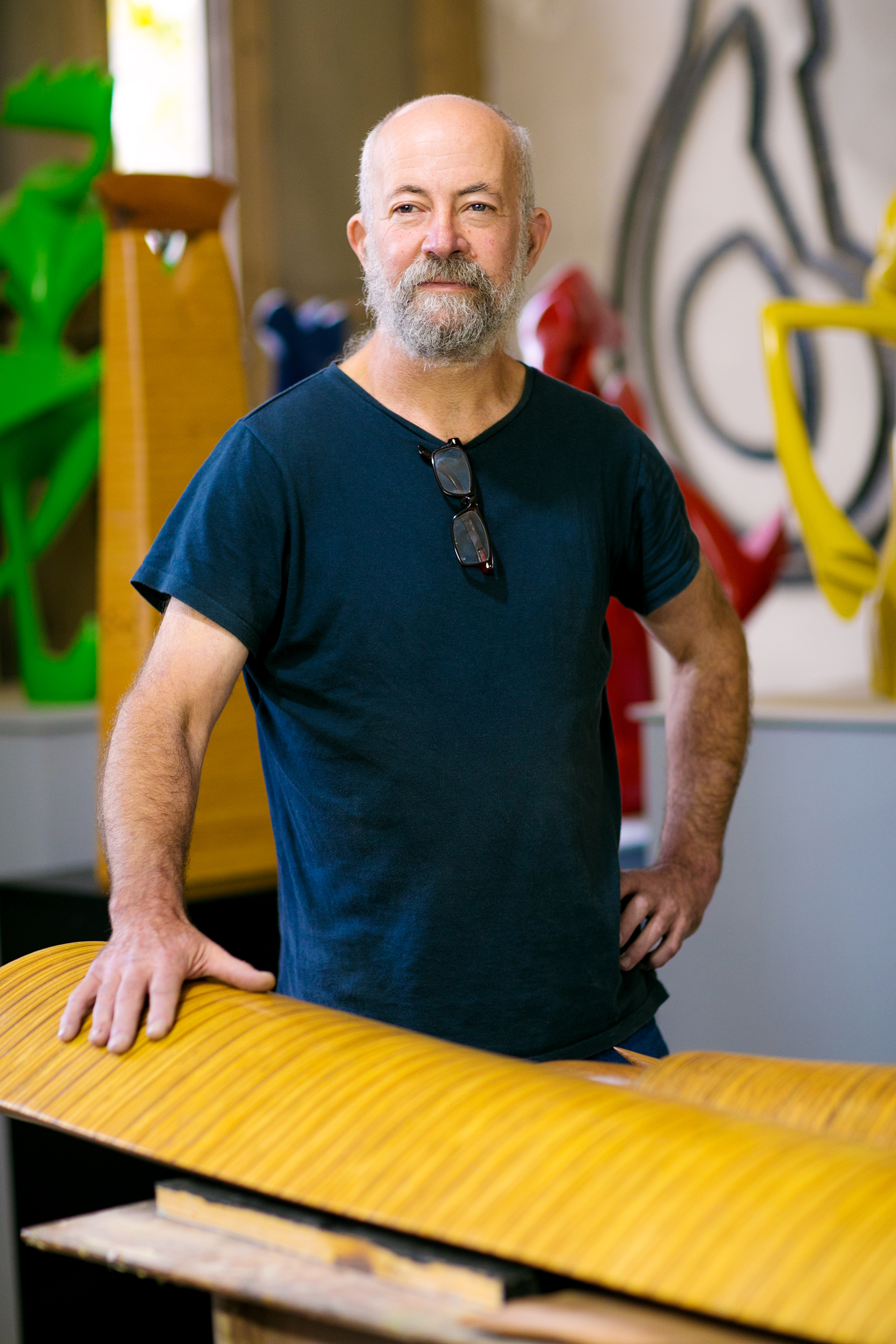
Một người đàn ông bị hói đầu

Hói đầu có hai dạng là rụng tóc kiểu nam giới và rụng tóc từng phần. Hói có thể do nhiều nguyên nhân, thông thường ở nam giới có liên quan đến androgen; có trường hợp người bị hói bẩm sinh, do mắc bệnh toàn thân, stress, bệnh ngoài da hay suy dinh dưỡng. Đôi khi hói xảy ra khi bệnh nhân dùng một số thuốc có thể làm rụng tóc, ví dụ các thuốc chống ung thư, heparin, verapamil, v.v.

## Triệu chứng
- Rụng tóc kiểu nam giới: rụng tóc ở phần trên trán, thường rõ theo tuổi, cũng có tình trạng tương tự ở những phụ nữ có nồng độ androgen trong máu cao
- Rụng tóc từng vùng: là bệnh tự nhiên, tóc chỉ rụng ở một chỗ xác định, kích thước vùng rụng thay đổi, có thể nhỏ (1cm2) cho đến cả đầu (hói hoàn toàn) và toàn thân (rụng hết lông tóc)

## Điều trị
- Rụng tóc kiểu nam giới: dùng minoxidil bôi ngoại hoặc sử dụng thuốc uống như Dutasteride hay Finasteride
- Rụng tóc từng vùng: Nếu có một vùng rụng lông tóc nhỏ, không cần phải điều trị. Nếu sự rụng tóc ảnh hưởng đến thẩm mỹ, thì cần điều trị như dùng corticosteroid tiêm tại chỗ, quang hoá học dùng tia tử ngoại A kèm theo hoặc prosalen dùng toàn thân